# Gonomyia (Leiponeura) lanka
Gonomyia (Leiponeura) lanka is een tweevleugelige uit de familie steltmuggen (Limoniidae). De soort komt voor in het Oriëntaals gebied.